# Димитър Табаков (революционер)
Вижте пояснителната страница за други личности с името Димитър Табаков.
Димитър Николов Табаков е български общественик и революционер, деец на Вътрешната македоно-одринска революционна организация.

## Биография
Димитър Табаков е роден през 1860 година в дедеагачкото село Еникьой, тогава в Османската империя. Присъединява се към ВМОРО и през 1902-1903 година заема длъжността касиер в дедеагачкия околийски комитет на ВМОРО. От 1904 година минава в нелегалност, а през 1907-1908 година е четник при Бойко Чавдаров.